# Michał Nahorski
Michał Edward Nahorski (ur. 1909 w Petersburgu, zm. 22 lipca 1959 pod Chęcinami) – porucznik broni pancernych Wojska Polskiego II RP.

## Życiorys
W 1924 przybył do Polski. W 1930 zdał egzamin dojrzałości w V Gimnazjum w Warszawie. Następnie wstąpił do Szkoły Podchorążych Piechoty. W 1934 rozpoczął karierę sportową w Polskim Klubie Motocyklowym. W 1937 odbył kurs broni pancernej w stopniu podporucznika, a w 1938 szkolenie w Centrum Wyszkolenia Broni Pancernej w Modlinie w stopniu porucznika. Przed II wojną światową pełnił służbę w Centrum Wyszkolenia Broni Pancernych w Twierdzy Modlin. 
We wrześniu 1938 w Warszawie, reprezentując Wojsko Polskie, zwyciężył w wyścigu o Grand Prix Polski w klasie 250 Junior, jadąc na motocyklu Rudge. W 1939 wygrał III Rajd Tatrzański na motocyklu TWN w klasie 350.
W kampanii wrześniowej 1939 dowodził 1 plutonem szwadronu samochodów pancernych 11 Dywizjonu Pancernego uzbrojonym w samochody pancerne wz. 1929. Jedną z najbardziej spektakularnych akcji przeprowadzonych przez Nahorskiego, świadczących o jego olbrzymiej odwadze była bitwa o wieś Szczuki koło Przasnysza. W dniu 4 września 1939 pierwszy pluton, wspierając 7. pułk ułanów zniszczył dwa czołgi lekkie PzKpfw-I z oddziału próbującego obejść pozycje ułanów. Około godz. 15 porucznik Nahorski samochodem wz.29 strzałem z działka 37 mm zniszczył niemiecki samochód sztabowy, zdobywając mapy i dokumenty. Po zakończeniu działań wojennych w Polsce dostał się do niewoli. Był członkiem konspiracji anty-niemieckiej w Oflagu II C Woldenberg. We wspomnianym obozie jenieckim dla żołnierzy posiadał numer obozowy 1803 XI B. Do Oflagu II Woldenberg został przywieziony ze Stalagu XI B czyli z Fallingbostel Hanower, okręg wojskowy XI Hanower.
Po zakończeniu wojny powrócił do Polski i uruchomił zakład zegarmistrzowski w Katowicach. Po wojnie został jednym z działaczy wznawiających działalność Śląsko-Dąbrowskiego Okręgu Polskiego Związku Motocyklowego. Pełnił tam funkcję kapitana sportowego. Brał udział w zawodach samochodowych. Został członkiem reprezentacji Polski. Jako jeden z motoryzacyjnych pasjonatów dostrzegał podstawowy problem reaktywacji wyścigów samochodów w Polsce - brak samochodów sportowych. Powstał pomysł budowy polskich aut sportowych – SAMów. Prekursorem ich budowy był Michał Nahorski. Pierwszy wyścigowy Sam MN powstał w zespole konstrukcyjnym inżyniera Adama Małochleba i Rudolfa Wrocławskiego (znanego w latach międzywojennych zawodnika motocyklowego). Do zawieszenia pochodzącego z Fiata 1100 dołączono silnik Lancii. Ręcznie wykonane nadwozie z aluminium było dziełem braci Grychtołów z Zakładu Blacharsko-Samochodowego Zygfryda Grychtoła w Katowicach.
W 1953 srebrzysty SAM stanął na starcie do pierwszego wyścigu i od tego momentu datuje się kolekcja zwycięstw oraz tytułów mistrzowskich Nahorskiego, bowiem samochód spisywał się znakomicie. Dzięki tak przygotowanemu SAMowi  Nahorski zdobył trzy tytuły automobilowego mistrza Polski - w 1954, 1955 i 1957. Przykład Nahorskiego, zawodnika Automobilklubu Śląskiego, zadziałał inspirująco na kolegów klubowych. Swoje własne Samy zaczęli budować Stanisław Jabłoński i Ernest Weinrer dotąd ścigający się na osobowych autach firmy DKW. W tym samym czasie na połączonym zebraniu Zarządu Automobilklubu Śląskiego i Zarządu Okręgu PZMot, prowadzonym przez prezesa Witolda Pajewskiego; padła decyzja uruchomienia serii produkcyjnej wyczynowych Samów w warsztatach PZMot w Katowicach. Kierownictwo warsztatu produkcyjnego zostało powierzone doskonałemu konstruktorowi i wytrawnemu automobiliście inż. Janowi Langerowi. Nadzór nad budową i funkcję zaopatrzeniowca objął Konstanty Krajewski - były pilot RAF-u. Na wieść o śląskiej inicjatywie przyjechał z Rabki do Katowic Jan Ripper, słynny zawodnik samochodowy z międzywojnia - by bezpośrednio pomagać przy budowaniu nowych samochodów.  W zakładzie tym nie było hamowni silników, nie było specjalnych urządzeń, umożliwiających budowę ram samochodowych, ani innych specjalistycznych narzędzi pomiarowych. a jednak powstawały tam bardzo ambitne i udane konstrukcje. Lotnicze rurki duralowe -jeszcze poniemieckie - odkrył na lotnisku na Muchowcu Konstanty Krajewski. Elementy te były wykorzystywane do produkcji szkieletów nadwozi. W okresie kilku następnych lat Automobilklub Śląski wybudował 24 samochody, a każdy z nich był w pewnym sensie prototypem, bowiem adaptowane byty różnorodne zespoły jezdne, silnikowe, systemy hamulcowe i układy kierownicze, połączone konstrukcją nośną inż. Langera. Następnym autem Nahorskiego był sportowy Triumph TR3A, którego otrzymał od Brytyjczyków wystawiających auto na Targach Poznańskich. Jeżdżąc Triumphem zdobył kolejne dwa tytuły mistrza Polski. Auto ważyło 940 kilogramów, a dwulitrowy silnik dawał mu niewyobrażalną, jak na owe czasy, moc ponad stu koni mechanicznych. Nahorski miał również wkrótce wystartować w słynnym Rajdzie Monte Carlo.  22 lipca 1959 roku z Placu Zamkowego w Warszawie miał miejsce start na trasę VIII Rajdu Adriatyku (odcinek dojazdowy nazwany „Zlotem Gwiaździstym”). Trasa polskiego etapu wyjątkowo w tym roku nie przebiegała przez Gdynię i Poznań, lecz kierowała się na południe w stronę Kielc i Radomia. Nahorski zbyt szybko pokonał jeden wiraż na łuku drogi krajowej E7, która wówczas przebiegała przez Chęciny. Nahorski uderzył w drzewo i dachował. Kanistry z benzyną umieszczone za siedzeniami eksplodowały. Nahorski spłonął wraz z Janem Langerem w samochodzie Triumph TR2.  W miejscu wypadku (droga za zamkiem z centrum Chęcin do Krakowa) postawiono pamiątkowy obelisk (50°47′33,4″N 20°27′14,8″E/50,792611 20,454111) wykonany z szydłowieckiego piaskowca.  
Został pochowany na cmentarzu parafii św. Teresy od Dzieciątka Jezus w Warszawie-Włochy  (lokalizacja grobu: sektor C2, rząd 3, numer 9).
Pośmiertnie został odznaczony odznaką Zasłużony Mistrz Sportu.